# Диана Линн
Диана Линн (англ. Diana Lynn, урождённая Долорес Мэри Лоэр (англ. Dolores Marie Loehr); 5 июля 1926 — 18 декабря 1971) — американская актриса.

## Жизнь и карьера
Долорес Мэри Лоэр родилась 5 июля 1926 года в Лос-Анджелесе, штат Калифорния, США. Она с детства отличалась музыкальными способностями. Когда Диана начала заниматься музыкой под руководством опытных учителей, она смогла быстро достичь успеха. Будущая актриса демонстрировала настоящий талант, считалась чудо-ребёнком, превосходной пианисткой. Действительно, Линн едва исполнилось 12 лет, а она уже играла в симфоническом оркестре Лос-Анджелеса — Los Angeles Junior Symphony Orchestra.
Дебют Дианы Линн в кино состоялся в картине «They Shall Have Music», в которой начинающая актриса и опытный музыкант изумительно играла на рояле. Кинокомпания Paramount Pictures заинтересовалась Дианой, и вскоре Линн стала принимать участие в съёмках, накапливая драгоценный актёрский опыт. С течением времени актриса повышала собственную квалификацию и совершенствовалась как личность в том числе.
Её комедийные сцены с Джинджер Роджерс в «Майор и малютка» (1942), где она сыграла младшую сестру невесты (актриса Рита Джонсон) были хорошо восприняты.
В 1944 году Диана добилась большого успеха, появившись в ленте «Чудо в Морганс-Крик» и в последующих фильмах — «Our Hearts Were Young» и «Our Hearts Were Growing Up».
После нескольких крупных удач актриса снялась в комедии «My Friend Irma», а после — в продолжении — «My Friend Irma Goes West». В пятидесятые годы Диана продолжила активные съёмки, сотрудничая на съёмочной площадке с Рональдом Рейганом.
В 1947 году альбом с тремя пластинками игры Линн на фортепиано включал «Рондо» Моцарта , «Лауру» и «Тело и душа» .
В середине 1950-х годов Линн завершила карьеру актрисы и переехала в Нью-Йорк, где руководила туристическим агентством. В 1970 году Линн вернулась на экраны, появившись в телевизионном фильме «Компания убийц». Она также подписалась на одну из главных ролей в фильме «Играй как по писаному» (1972), однако скончалась незадолго до начала съёмок.

## Личная жизнь
С 1948 по 1953 год Линн была замужем за архитектором Джоном Линдси. С 1956 года и до своей смерти в 1971 году Линн была замужем за Мортимером Холлом, сыном издательницы Дороти Шифф, от которого родила четверых детей — Мэттью, Долли, Мэри и Маргарет.

## Смерть
9 декабря 1971 года Линн перенесла инсульт. 18 декабря, девять дней спустя, она скончалась в больнице «Маунт-Синай» в Нью-Йорке. Панихида прошла в церкви Небесного покоя в Нью-Йорке, а поминальная служба прошла в епископальной церкви Всех Святых в Беверли-Хиллз, Калифорния. Ей было 45 лет.

## Награды
У Дианы две звезды на голливудской «Аллее славы»: за вклад в развитие киноиндустрии — 1625, и за вклад в развитие телевидения — 6350.

## Фильмография
- They Shall Have Music (1939)
- There's Magic in Music (1941)
- Майор и малютка (1942)
- Henry Aldrich Gets Glamour (1942)
- Henry Aldrich Plays Cupid (1944)
- Чудо в Морганс-Крик (1944)
- Our Hearts Were Young and Gay (1944)
- And the Angels Sing (1944)
- Out of This World (1945)
- The Bride Wore Boots (1946)
- Our Hearts Were Growing Up (1946)
- Easy Come, Easy Go (1947)
- Безжалостный (1948)
- Texas, Brooklyn and Heaven (1948)
- Every Girl Should Be Married (1948)
- My Friend Irma (1949)
- Paid in Full (1950)
- Peggy (1950)
- My Friend Irma Goes West (1950)
- Rogues of Sherwood Forest (1950)
- Народ против О’Хары (1951)
- Bedtime for Bonzo (1951)
- Meet Me at the Fair (1952)
- Plunder of the Sun (1953)
- Track of the Cat (1954)
- The Blue and Gold (1955)
- You're Never Too Young (1955)
- The Kentuckian (1955)
- Company of Killers (1970)